# Hypoestes phyllostachya
Hypoestes phyllostachya es una especie de plantas de la familia Acanthaceae, conocida comúnmente como hoja de sangre o planta del flamenco. Es nativa de Madagascar, aunque se encuentra naturalizada en varias zonas tropicales como el sur de México, el Caribe y parte de Sudamérica.

## Descripción
Es una hierba de hoja perenne que llega a formar un subarbusto de hasta 1 m de alto, con un porte ligeramente rastrero. Hojas opuestas de forma ovalada y terminadas en punta, de unos 5 cm de largo por 2 cm de ancho, con pecíolos de unos 2,5 cm. Suelen ser de color verde oscuro, más pálido en el envés y salpicadas de manchas color blanco, rosa o rojo. Las pequeñas flores bilabiadas (parecidas a las de la madreselva) nacen en los nudos, son solitarias, de color rosa, blanco o lila. El fruto es una cápsula dehiscente de 8 a 12 mm de largo con muchas semillas.

## Etimología
El epíteto específico phyllostachya significa «con hoja de espiga».

## Cultivo
Se cultiva como planta ornamental y de interior, también se puede cultivar en exteriores en climas cálidos y subtropicales, y como planta anual en climas más fríos, ya que no soporta bien temperaturas inferiores a los 10 °C. Necesita suficiente luz para mantener vivos los colores de sus manchas, sin llegar a estar expuesta a pleno sol. Requiere sustratos bien drenados y humedad alta. Se reproduce por esquejes y semillas. Para mantener una forma compacta se pueden pinzar los ápices de los tallos regularmente, también se pueden eliminar las flores y abonar el sustrato para que la planta concentre sus recursos en sus hojas coloridas, que son su atractivo principal. 
Se han creado muchos cultivares diferentes con diferentes colores y tamaños de manchas, debido a esto, H. phyllostachya obtuvo el Galardón al Mérito en Jardinería de la Real Sociedad de Horticultura.

## Galería

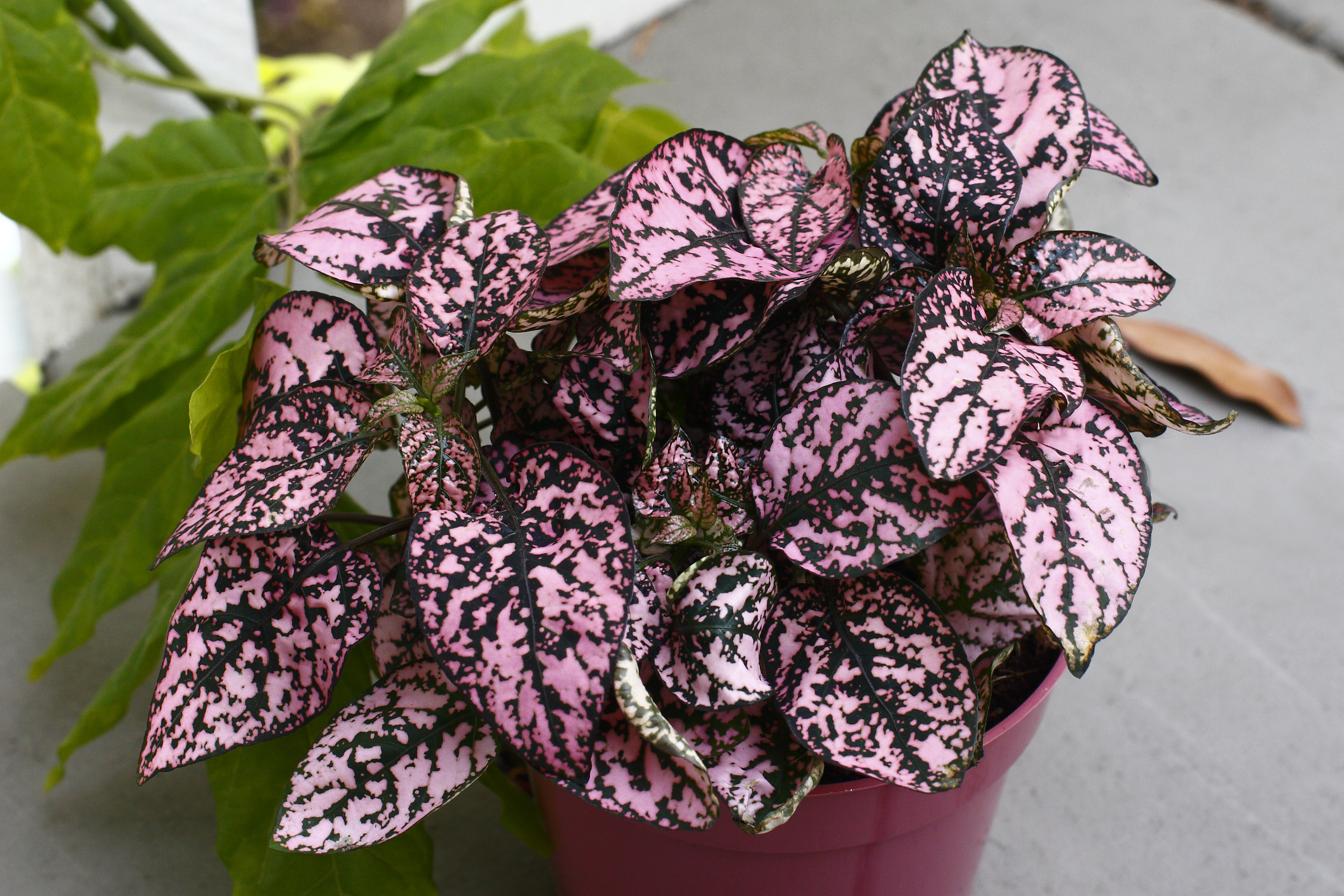
Variedad 'Pink Splash'
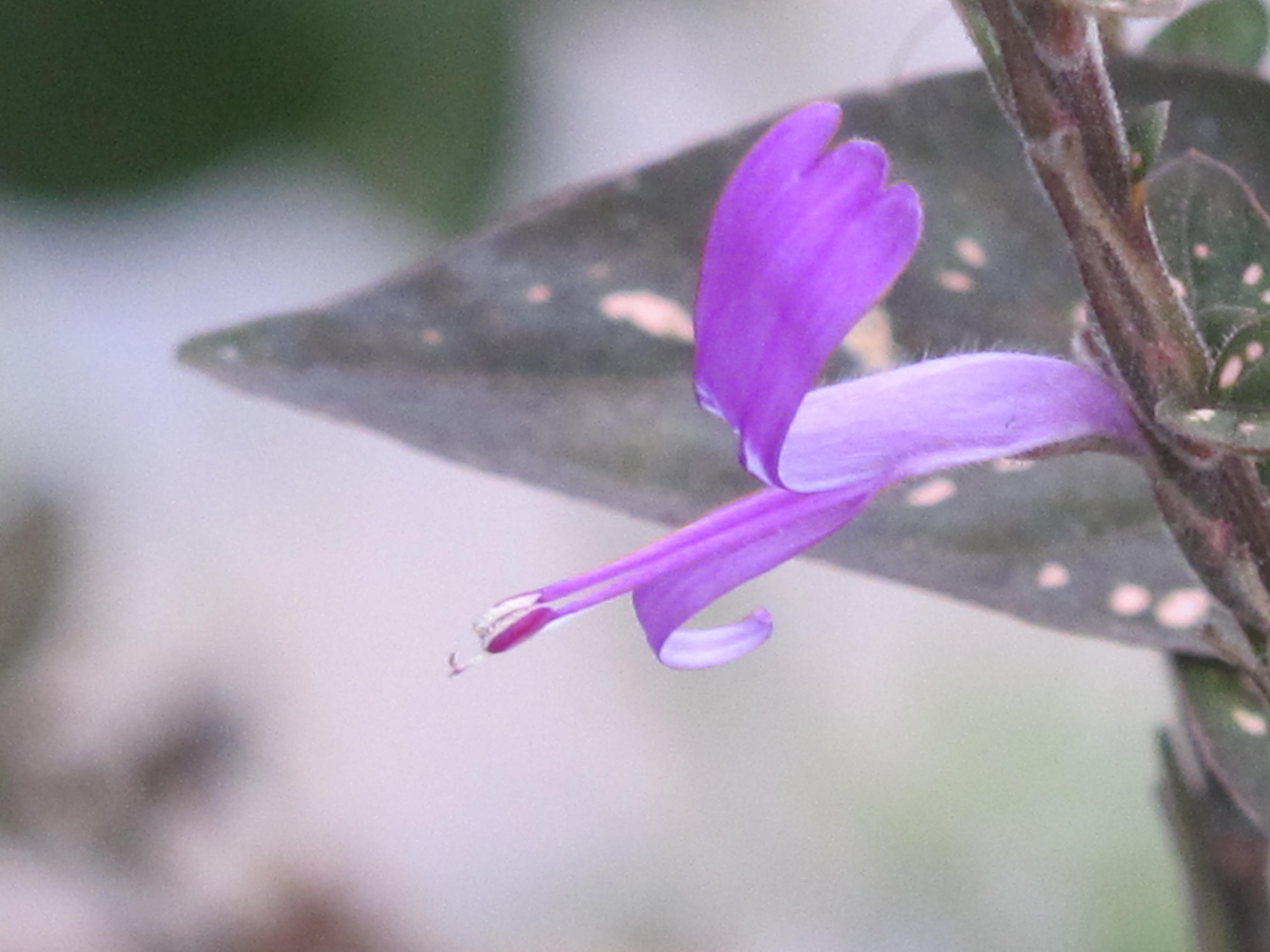
Flor en detalle
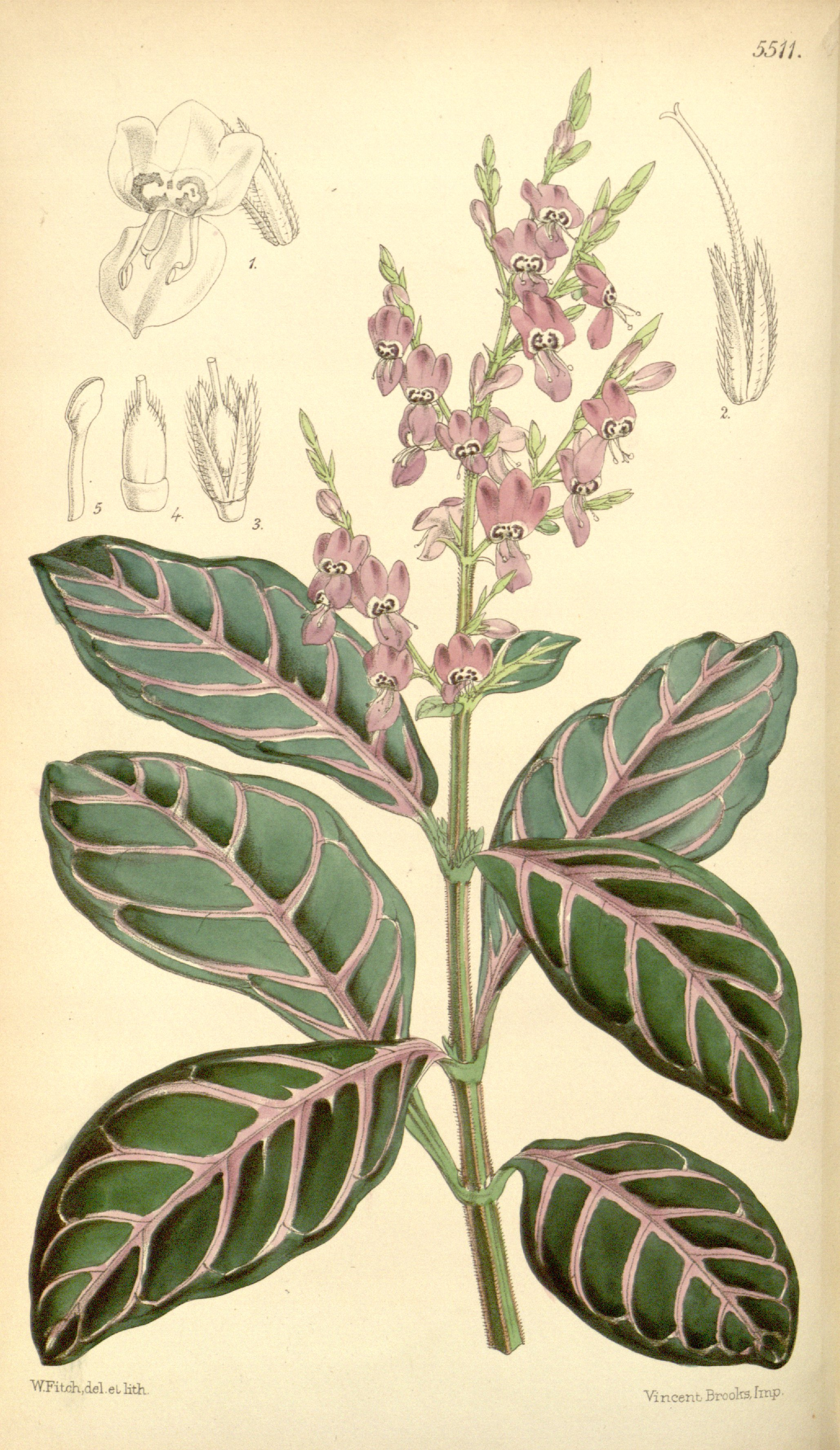
Ilustración botánica del Botanical Magazine en 1865
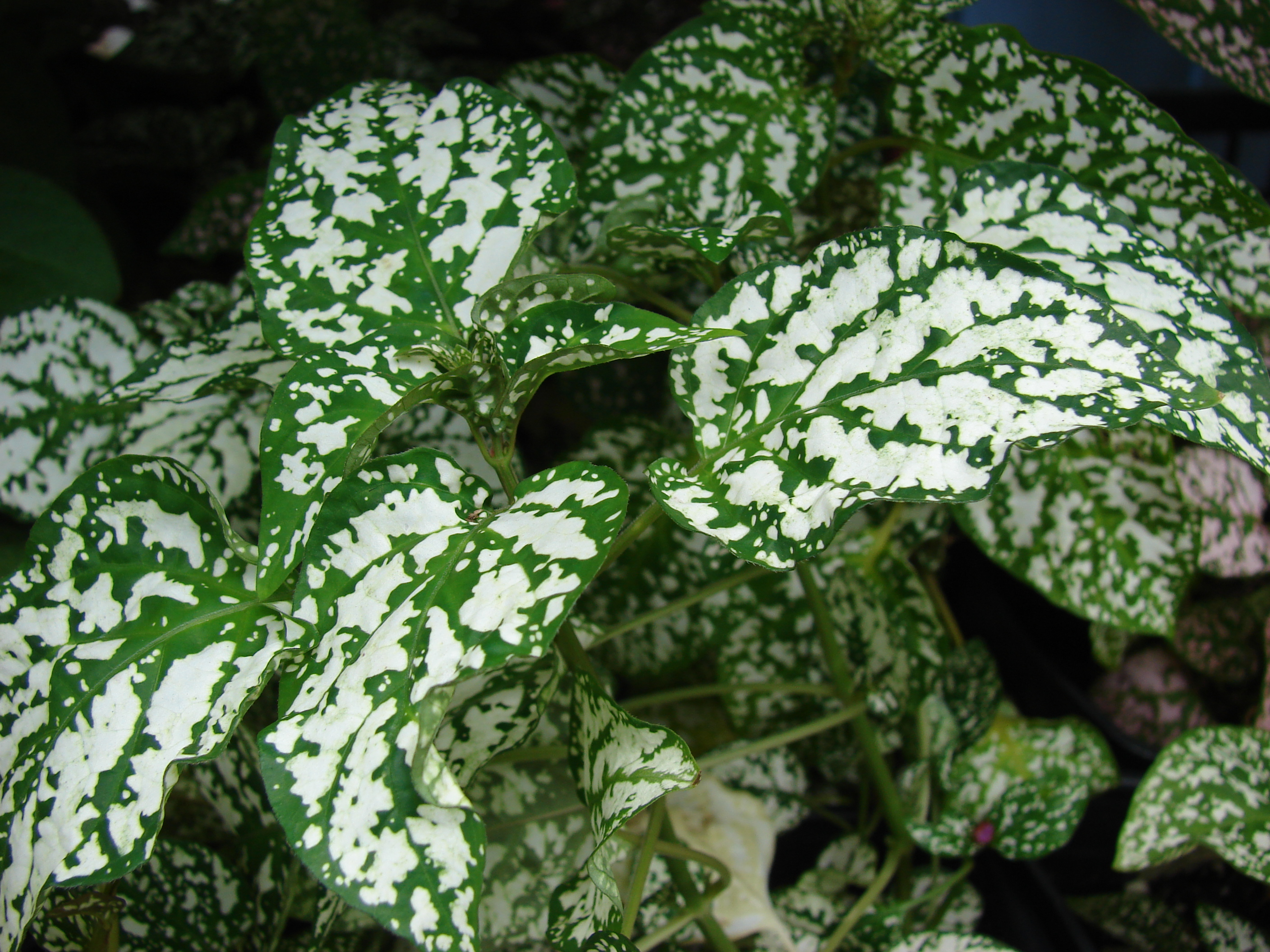
Variedad 'White Splash'